# 宮城県道155号涌谷停車場線
宮城県道155号涌谷停車場線（みやぎけんどう155ごう わくやていしゃじょうせん）は、宮城県遠田郡涌谷町のJR石巻線 涌谷駅と宮城県道173号涌谷田尻線とを結ぶ一般県道である。

## 路線概要
- 実延長：339.5 m
- 起点：涌谷駅
- 終点：宮城県遠田郡涌谷町本町

## 通過する自治体
- 宮城県
  - 遠田郡
    - 涌谷町

## 接続する道路
- 宮城県道173号涌谷田尻線

## 周辺
- 涌谷町役場